# Grönglanssmaragd
Grönglanssmaragd (Chrysuronia goudoti) är en fågel i familjen kolibrier.

## Utseende
Grönglanssmaragden gör skäl för sitt namn med sin helt glittrigt gröna fjäderdräkt, på hjässa och buk med blå anstrykning. Stjärten är relativt lång och tydligt kluven. Näbben är något nedåtböjd och det mesta av undre näbbhalvan är matt rödaktig. HOnan är mer fläckad under än hanen.

## Utbredning och systematik
Grönglanssmaragden förekommer i Colombia och Venezuela i norra Sydamerika. Den delas in i fyra underarter med följande utbredning:
- Chrysuronia goudoti goudoti – förekommer i norra centrala Colombia (mellersta och övre Magdalenadalen)
- Chrysuronia goudoti luminosa – förekommer i kustnära lågland i norra Colombia
- Chrysuronia goudoti zuliae – förekommer i norra och västra Maracaibosänkan (nordvästra Venezuela, allra nordöstligaste Colombia)
- Chrysuronia goudoti phaeochroa – förekommer i nordvästra Venezuela (södra och östra Maracaibosänkan)

### Släktestillhörighet
Arten placeras traditionellt i släktet Lepidopyga, men genetiska studier visar att arterna i släktet bildar en närbesläktad grupp tillsammans med några Amazilia- och Hylocharis-kolibrier samt bronsstjärtad smaragd (Chrysuronia oenone). Alla dessa placeras därför numera i ett och samma släkte, där Chrysuronia har prioritet.

## Levnadssätt
Grönglanssmaragden hittas i öppen skog och buskiga miljöer. Där ses den ofta födosöka vid blommor i trädtaket.

## Status och hot
Arten har ett stort utbredningsområde och tros öka i antal. Internationella naturvårdsunionen IUCN listar den därför som livskraftig (LC).

## Namn
Fågelns vetenskapliga artnamn hedrar Justin-Marie Goudot (1802-1848), fransk naturforskare och botaniker samt samlare av specimen verksam i Colombia.